# Wolfgang Bauer (Heimatforscher)
Wolfgang Bauer (* 1933 in Hannover, gestorben im Mai 2024) ist ein deutscher Heimatforscher und Hobbyarchäologe.

## Leben
Wolfgang Bauer absolvierte im Alter von 15 Jahren eine Ausbildung als Stuckateur und übte diesen Beruf bis zu seinem Ruhestand aus. Er lebte zunächst in Hannover und später in Laatzen. Ende der 1970er Jahre entwickelte er ein Interesse an alten Handwerkstechniken und suchte antike Fundstätten in Tunesien und Bulgarien auf. Seit dieser Zeit führte er im Leinetal zwischen Hannover und Hildesheim Feldbegehungen durch, bei denen er eine Vielzahl von archäologischen Fundstellen und Funden entdeckte. Im Laufe seiner über 30-jährigen Geländetätigkeit überprüfte und meldete er rund 60 Fundstellen, die in der webbasierten Denkmaldatenbank ADABweb des Niedersächsischen Landesamtes für Denkmalpflege (NLD) erfasst sind. Dieser Denkmalfachbehörde gegenüber gab er seine Fundmeldungen ab, die in einigen Fällen zu größeren Ausgrabungen führten. Über 25 Jahre nahm er als ehrenamtlicher Mitarbeiter an Ausgrabungen des NLD teil. Die Fundstücke entdeckte er vor allem im Umfeld von Kiesgruben und bei der Erschließung von Baugebieten. Aufgrund seiner beruflichen Erfahrung als Restaurator restaurierte und konservierte er seine Funde selbst. Die Fundstücke stellte er den Denkmalbehörden zur Dokumentierung und wissenschaftlichen Auswertung zur Verfügung. Sie kommen unter anderem von Fundstellen in:
- Barnten
- Jeinsen
- Laatzen
- Rössing (Bandkeramische Siedlung Rössing)
- Sarstedt
- Wilkenburg (Germanische Siedlung beim Römischen Marschlager von Wilkenburg)

Die Fundstücke stammen aus der Altsteinzeit um 100.000 v. Chr., der Jungsteinzeit, der römischen Kaiserzeit, der Völkerwanderungszeit und dem frühen Mittelalter. Das bedeutendste Fundstück ist eine Butte der jungsteinzeitlichen Linienbandkeramik von 50 cm Durchmesser.
Im Zuge eines Umzugs schenkte Wolfgang Bauer seine Fundsammlung 2019 dem Land Niedersachsen. Im selben Jahr zeigte das NLD in eigenen Räumlichkeiten die bedeutendsten Fundstücke in einer Ausstellung, die vom hannoverschen Bezirksarchäologen Friedrich-Wilhelm Wulf konzipiert wurde.

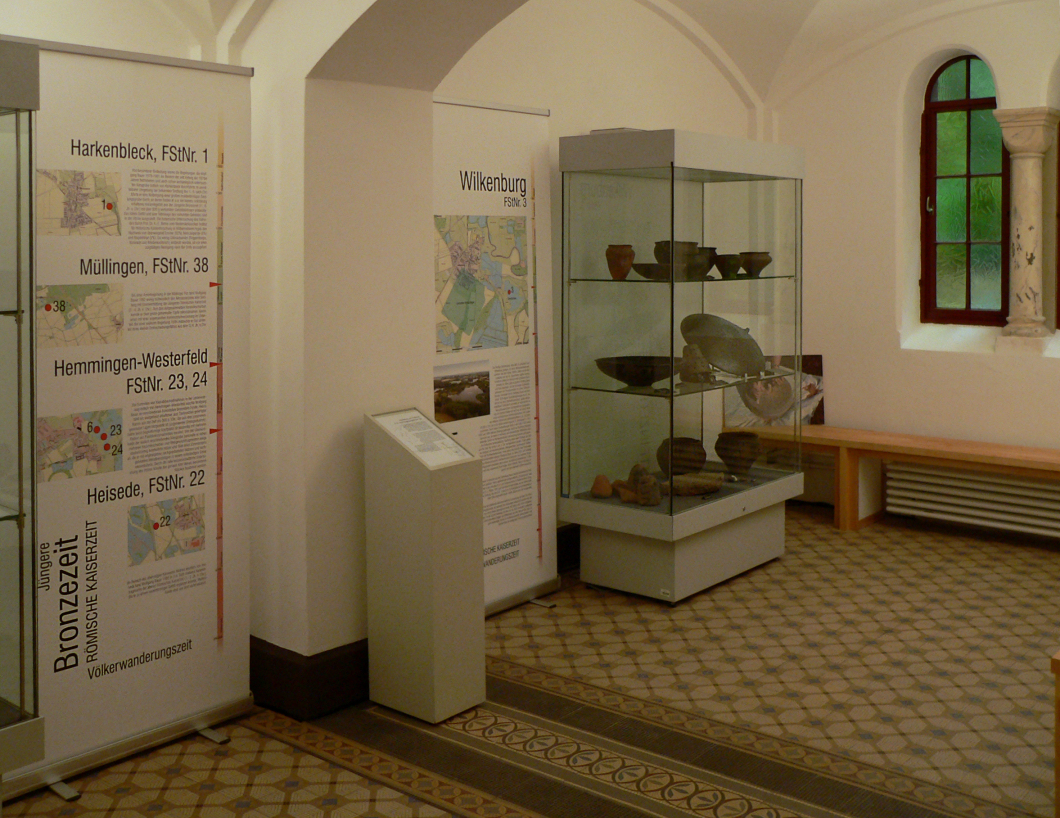
Ausstellung der Fundsammlung im Niedersächsischen Landesamt für Denkmalpflege
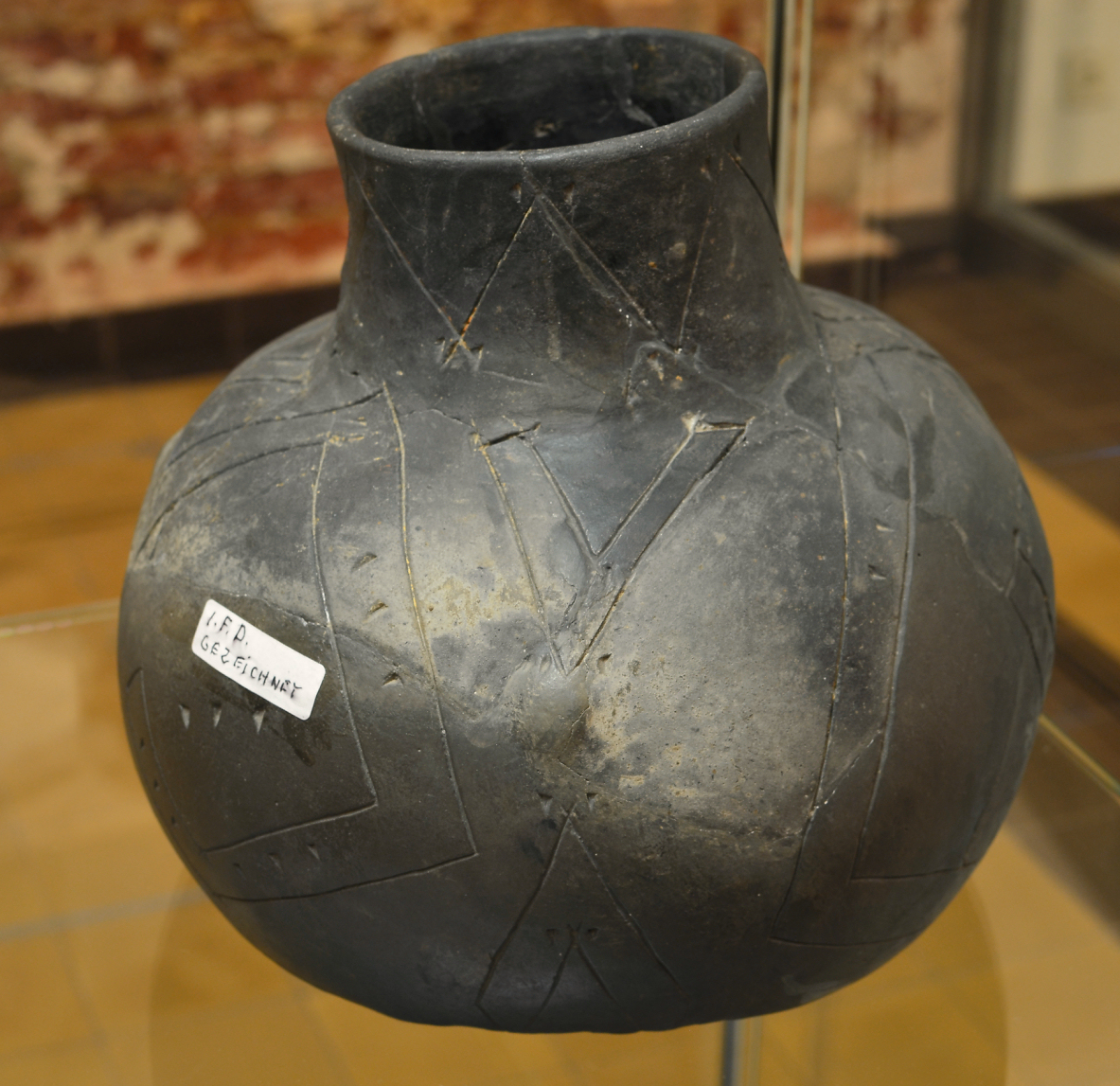
Von Wolfgang Bauer gefundenes Gefäß der Bandkeramischen Siedlung Rössing
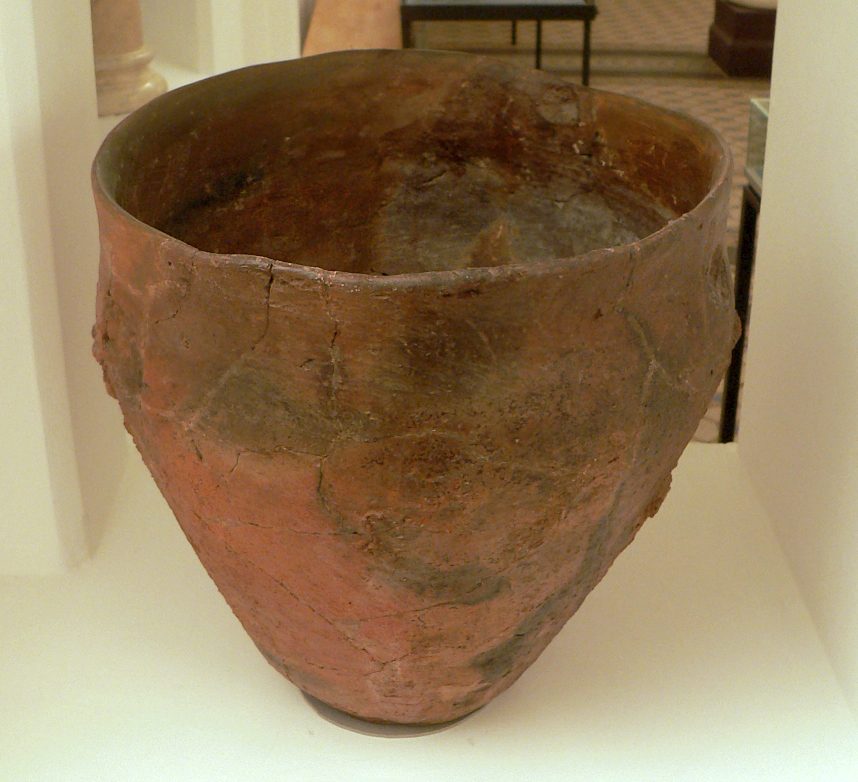
Von Wolfgang Bauer gefundener Harpstedter Rautopf in Wilkenburg
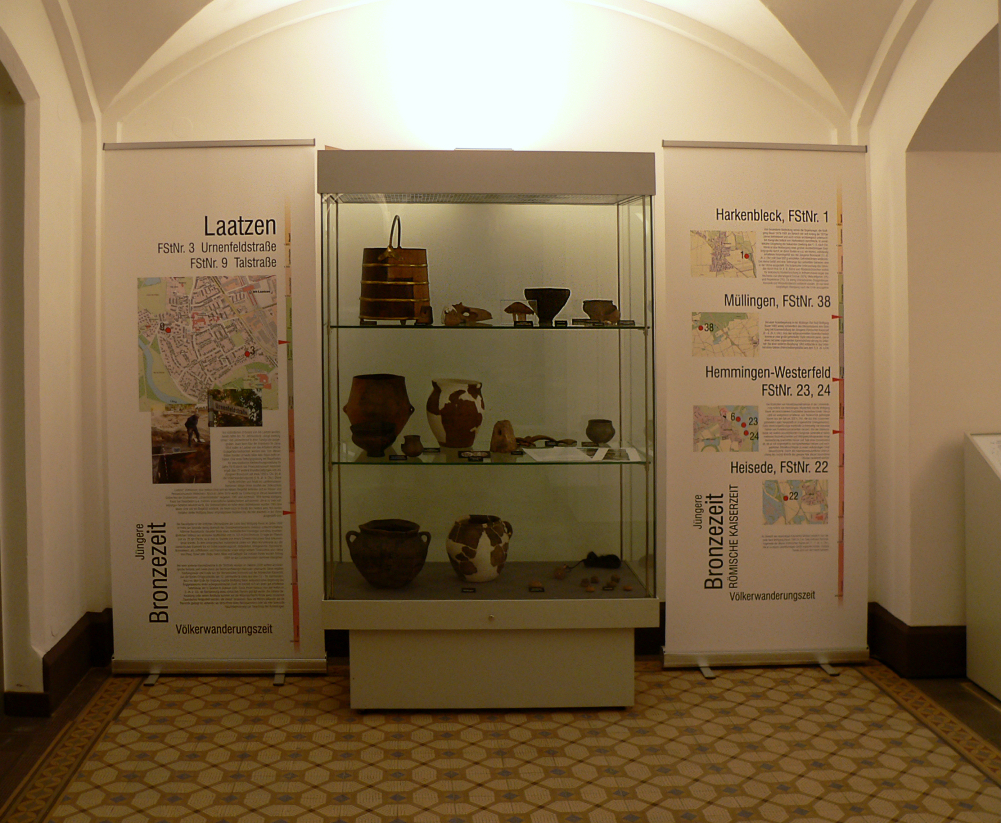
Ausstellungsvitrine zu verschiedenen Fundorten